# Arturo Cassina
Arturo Cassina (Cernobbio, 1912 – Palermo, 2000) è stato un imprenditore italiano, noto per la sua influenza economica e politica nella città di Palermo durante la seconda metà del XX secolo.

## Biografia

### L'attività di imprenditore
Aristocratico comasco con il titolo di conte, negli anni '30 si trasferì a Palermo dove sposò una nobildonna locale. A partire dal 1938, ricoprì un ruolo di primo piano nella gestione delle infrastrutture cittadine, con importanti appalti legati alla manutenzione stradale e della rete fognaria, tanto da fargli guadagnare il soprannome di "re degli appalti". Insieme ai figli Duilio e Luciano, controllava una trentina di società, operanti non solo a Palermo ma anche nel resto d’Italia, in Europa, in Libia e in Medio Oriente. Fu inoltre tra i fondatori della CrossAir, la seconda compagnia aerea svizzera. In totale impiegava 1.500 persone e fatturava 250 miliardi delle vecchie lire all'anno.
Fu anche editore del quotidiano locale Telestar, attivo tra il 1962 e il 1968, e presidente del Palermo Calcio dal 1955 al 1956.

### I guai giudiziari e il fallimento
La sua figura è stata oggetto di controversie a causa di presunti legami con ambienti mafiosi e politici. Secondo la testimonianza di diversi collaboratori di giustizia, era strettamente legato ai boss mafiosi Stefano Bontate e Gaetano Badalamenti. Nonostante ciò, nel 1972 il figlio e socio Luciano fu rapito dai Corleonesi di Totò Riina e rilasciato in seguito al pagamento di un riscatto di un miliardo e 300 milioni di vecchie lire. La relazione di minoranza della Commissione parlamentare antimafia, presentata al Parlamento nel 1976 dai deputati Pio La Torre, Cesare Terranova, Gerardo Chiaromonte ed altri, dedicò un intero capitolo ai presunti rapporti del conte Cassina con la mafia: 
mafioso a Palermo è rappresentato dall'impresario Arturo Cassina che ha gestito, ininterrottamente, per ben 36 anni, il servizio
di manutenzione delle strade e delle fogne del comune di Palermo. Si è verificato, ininterrottamente, alla scadenza del contratto,
che il Consiglio comunale sia stato messo
di fronte al fatto compiuto del rinnovo automatico dell'appalto alla ditta Cassina. E
ciò nonostante le vivaci proteste dell'opposizione di sinistra. [..] Il Cassina ha sempre dato in subappalto, a piccoli mafiosi dei vari rioni, i lavori da eseguire.»
(Relazione di minoranza della Commissione parlamentare antimafia, pag. 38)
Secondo diversi esposti presentati dai consiglieri comunali d'opposizione, Cassina riuscì a mantenere il monopolio sugli appalti comunali grazie ai legami con i politici democristiani Salvo Lima e Vito Ciancimino. La manutenzione delle strade e delle fogne di Palermo, da sempre aggiudicata con il vecchio sistema della trattativa privata e mai con regolare gara pubblica, aveva il costo più alto in Italia, il 30% in più rispetto a grandi città come Torino, Bologna e Roma.
Nei primi anni ottanta, i sindaci Giuseppe Insalaco ed Elda Pucci si opposero alla proroga degli appalti per la manutenzione di strade e fognature assegnati a Cassina, ma furono sistematicamente costretti alle dimissioni. Fu con il nuovo sindaco Leoluca Orlando nel 1985 che l'appalto non fu più prorogato, ponendo fine ad un monopolio che durava ormai da quasi cinquant'anni. Gli operai di Cassina manifestarono contro questa misura, inneggiando provocatoriamente alla mafia e a Ciancimino.
Nel 1988 Cassina fu rinviato a giudizio insieme a quattro ex sindaci democristiani, tra cui Vito Ciancimino, con le accuse di frode in pubblica fornitura e truffa pluriaggravata e continuata. Su segnalazione dell'Alto commissario antimafia Domenico Sica, la sua impresa fu cancellata dall'albo nazionale dei costruttori e poi dichiarata fallita a causa degli ingenti debiti contratti con varie banche, tra cui la Sicilcassa.
È stato cavaliere dell'Ordine equestre del Santo Sepolcro di Gerusalemme. Tale appartenenza fu oggetto di polemiche a seguito del ritrovamento del memoriale dell'ex sindaco Giuseppe Insalaco, assassinato il 12 gennaio 1988, che considerò l'Ordine del Santo Sepolcro una lobby capace di riunire insieme personalità politiche, militari, giudiziarie, religiose, amministrative ed imprenditoriali. A causa della pubblicazione del memoriale, Cassina si dimise dall'Ordine.
Il gruppo Cassina è stato condannato dai tribunali a restituire al Comune di Palermo 127 milioni di euro, ma nel 2014 i figli e soci del defunto conte, Duilio e Luciano Cassina, sono stati a loro volta arrestati a Roma dalla Guardia di Finanza per bancarotta fraudolenta.